# Xinit
El programa xinit permite a su usuario lanzar manualmente un X Window System, también llamado sistema de ventanas X. El script startx es un front-end para xinit.
Si no hay un archivo .xinitrc del usuario, xinit/startx lanza un X server en pantalla y después un emulador de terminal Xterm en ella. Cuando el Xterm finaliza, xinit/startx cierra el X server y, generalmente, inicia un script que a su vez ejecuta un número de programas dado y un gestor de ventanas.
En los sistemas con escritorio GNU/Linux lo habitual es usar un X Display Manager para poner en marcha el X server.